# Haiszler György
Haiszler György (Csepreg, 1761. – Veszprém, 1841. augusztus 2.) orvosdoktor, megyei tiszti orvos, Haiszler Károly orvos édesapja.

## Élete
Alsó iskoláit Sopronban végezte, a bölcseletet Győrött, ahol az egyházi rendbe fölvétetvén, egészen bevégezte a teológiát; ekkor azonban szándékát megváltoztatta és Bécsbe ment, ahol az orvosi tudományokat bevégezte, majd Sopron megye orvosának nevezték ki. Később Szily János püspök udvari orvosa volt 1800-ig, amikor Szombathelyről Veszprémbe költözött. 1800. június 30-án megyei főorvossá nevezték ki. Kiss Jánossal a későbbi szuperintendenssel, mikor ez a század elején Kővágóörsön lakott, összeköttetésben állott. Két kötetben dolgozta fel és jelentette meg a korabeli gyógyítás teljes ismeretanyagát. Első orvosi munkája még Pozsonyban látott napvilágot, a többit Veszprémben jelent meg.

## Munkái
- Rövid vetélkedés. Mi jobb a természetes-e vagy a mesterséges himlőzés? Melyet a mesterséges himlő-oltásnak legkönnyebb s legegyügyűbb módjával együtt kiadott. Pozsony. 1791.
- Haiszler György orvosi munkája. I. darab. A főbb hideglelésekről, a pestisről és a hideglelős kiütésekről. Veszprém, 1801. (Ism. M. Hirmondó II. 649. l.) II. darab. A hosszas nyavalyákról. Veszprém, 1802. III. darab. A gyermekkor és nőnem nyavalyáiról. Veszprém, 1837.
- Rövid oktatás a choleráról. Veszprém, 1831. (Németül. Veszprém, 1831.)